# GABEZ
GABEZ（ガベジ）は2人組の日本のダンサー、パフォーマー。

## 略歴
MASAとhitoshiがそれぞれ10年以上のダンス経験をもとに、2007年からコンビでの実質的な活動を始めた。
MASA:立ち位置は左側。1981年9月10日生まれ北秋田市(旧阿仁町)出身で阿仁合小、阿仁中、米内沢高校卒。18歳より、ドラマや映画に出演。格闘技、スキーなどのスポーツも得意で、ブラウブリッツ秋田や大分トリニータのハーフタイムショーに出演している。
hitoshi:立ち位置は右側。静岡市の出身で、コミカルな動きと変幻自在な表情に特徴がある。GABEZの第3のメンバーとして"あひるのPちゃん"がおり、hitoshiに懐いている様子。
日本の他、中国、香港、台湾、フランス、韓国、イタリア、ニュージーランド、オーストラリア、インドネシア、タイ等世界各国で公演を行っている。
2021年7月23日、2020年東京オリンピックの開会式でが～まるちょばと共にピクトグラムのパフォーマンスを披露した。
2023年韓国・釜山にて行われた「釜山国際コメディフェスティバル（Busan International Comedy Festival BICF)」にて、招待された海外公演チームの中より選定される最優秀作品賞「Ocean of Laughter Award (笑いの海賞) 」 を日本人で初めて受賞した。
2021年からはスポーツ選手のプレーの瞬間を収めた写真をGABEZが身体で再現し、ダンスを交えながら表現するという選手紹介パフォーマンス(ClippingMimeAct:クリッピングマイムアクト)も行なっている。
・2021/10/17大分トリニータ
・2022/09/24大分トリニータ
・2022/12/17 NTTジャパンラグビーリーグワン
・2023/07/02ブラウブリッツ秋田
・2024/05/06ブラウブリッツ秋田
2024年スコットランド・エディンバラで行われた世界最大の芸術祭「Edinburgh　Festival　Fringe（エディンバラ・フェスティバル・フリンジ）」のアジアン・アーツ・アワード優秀男性パフォーマー賞を受賞した。

## 出演[14]
日本
- 北の大地de大道芸フェスティバル(北海道)
- 大道芸フェスティバルinとうがった(宮城)
- まつもと街なか大道芸(長野)
- ながの大道芸フェスティバル(長野)
- ひたち国際大道芸(茨城)
- 幕張大道芸フェスティバル(千葉)
- 大道芸フェスティバルinちば(千葉)
- さいたま新都心 大道芸フェスティバル(埼玉)
- ソラマチ大道芸フェスティバル(東京)
- 三茶de大道芸(東京)
- 町田大道芸(東京)
- したまち演劇祭in 台東 (東京)
- ヨコハマ大道芸inみなとみらい21(神奈川)
- にぎわい爆発あつぎ国際大道芸(神奈川)
- 大道芸ワールドカップin静岡(静岡)
- 志免祭国際コメディシアターフェスティバル(福岡)
- 大須大道町人祭(愛知)
- ふくやま大道芸(広島)
- 高松大道芸フェスティバル(香川)
- トキハわさだ大道芸フェスティバル(大分)
- キジムナーフェスタ (沖縄)
- 国際児童・青少年演劇フェスティバルおきなわ (沖縄)
- りっかりっか＊フェスタ(沖縄)
- 2020東京オリンピック開会式出演（東京）

日本単独舞台
- GABEZ本公演『GET A LIFE』（東京）
- GABEZ THEATER 2017 (東京)
- GABEZ THEATRE 2018 (東京)
- 2020 GABEZ performance live (東京)

中国
- 2010.高雄児童演劇祭(高雄)
- 2013 Kaohsiung Children‘s Art Education Festival 2013(高雄)
- 2013 2nd Anniversary of Lok Fu Plaza in（香港）
- 2014 Kaohsiung Children‘s Art Education Festival 2014(高雄)
- 2016 2016 Taiwan Dot Go Children’s Art Festival(高雄)
- 2016 疯狂默剧GABEZ show(深圳)
- 2017 瘋狂默劇GABEZ Show(重慶)
- 2017 GABEZ Show(北京)
- 2018 Taiwan Dot Go Children‘s Art Festival(高雄)
- 2018 疯狂默剧GABEZ show(深圳)
- 2018 GABEZ 大剧场中国公演後半(武漢、深圳、成都)
- 2018 GABEZ The Window中国前半(北京、武漢、長沙、深圳、成都)
- 2019 GABEZ The Window(北京)
- 2019 GABEZ SHOW!上海演劇学院付属学校公演(上海)
- 2019 The Love Letter(深圳)
- 2019 GABEZ SHOW!深圳よう美実験学校公演(深圳)
- 2019 GABEZ SHOW!仏山騎士曙光演劇センター公演(深圳)
- 2019 GABEZ SHOW!圳南山外国語学校高新中学公演(深圳)

フランス
- 2014 Festival Châtillon "les arts dans la rue à Châtillon”(シャティヨン)
- 2014 Festival Suresnes “ Fêtes des Vandanges“(シュレーヌ)
- 2013 Parade(s), festival des arts de la rue(パリ)

韓国
- 2012 Chuncheon international Mime Festival(春川）
- 2013 金泉国際家族演劇祭(金泉)
- 2013 2013 World Art Therapy Festival(金泉)
- 2023 第11回釜山国際コメディフェスティバル
- 「Ocean of Laughter Award (笑いの海賞) 」受賞

イタリア
- 2013 Artisti In Piazza 2013(ペナビリ)

ニュージーランド
- 2013 World Buskers Festival 2013(クライストチャーチ)
- 2019 National Arts Festival 2019(ウェリントン)

オーストラリア
- 2013 Adelaide Fringe Street Theatre Festival(アデレード)
- 2013 2013 Fremantle Street Art Festival(フリーマントル)

インドネシア
- 2018 New Year‘s Celeblation 2018(ジャカルタ)

タイ
- 2018バンコク国際児童演劇祭(バンコク)

## 引用
1. ↑  “和道 | 学校芸術鑑賞会・芸術鑑賞教室をプロデュース | 株式会社 和道 | GABEZ（ガベジ）ダンス＆サイレントコメディー”. 2021年7月25日閲覧。
2. ↑  “五輪開会式ピクトグラムの「中の人」、全５０種目の「最も躍動感あるところ切り取った」”. 読売新聞オンライン (2021年9月4日). 2023年7月19日閲覧。
3. ↑  「古里を盛り上げたい」『秋田魁新報』2023年7月9日。
4. ↑  “阿仁前田出身のパフォーマーだよ。”. Twitter. 2023年7月20日閲覧。
5. ↑  “実はMASAさん(左)と同じ高校ッ🤣✨ ってか足元のトリオ感よ😁w”. Twitter. 2023年7月19日閲覧。
6. 1 2   (日本語) パントマイムデュオ「GABEZ(ガベジ)」のコメディショー、「ライブマンガ」開催！ 2023年7月19日閲覧。
7. ↑   (日本語) 【完成度が高すぎて笑えるww】GABEZによるブラウブリッツ秋田 選手紹介パフォーマンスッ！！ 2023年7月18日閲覧。
8. ↑  “パントマイム・ＧＡＢＥＺ、秋田市で初の単独公演 来月１３日、「古里盛り上げたい」｜秋田魁新報電子版”. 秋田魁新報電子版 (2023年7月18日). 2023年7月19日閲覧。
9. ↑  “GABEZ プロフィール｜吉本興業株式会社”. profile.yoshimoto.co.jp. 2021年7月25日閲覧。
10. ↑  “日本人初の快挙!「GABEZ」第11回釜山国際コメディフェスティバル「Ocean of Laughter Award」受賞!”. 2023年9月4日閲覧。
11. ↑   (日本語) Clipping Mime Act選手紹介パフォーマンス 大分トリニータ2022ver 2024年5月7日閲覧。
12. ↑   (日本語) 【完成度が高すぎて笑えるww】GABEZによるブラウブリッツ秋田 選手紹介パフォーマンスッ！！ 2024年5月7日閲覧。
13. ↑   (日本語) ブラウブリッツ秋田 選手紹介パフォーマンス2024ver 2024年5月7日閲覧。
14. ↑  “GABEZ プロフィール｜吉本興業株式会社”. profile.yoshimoto.co.jp. 2024年5月7日閲覧。